# Vehementer nos
Vehementer Nos je papežská encyklika vyhlášená papežem Piem X. 11. února, 1906 pro francouzské biskupy jako reakce na francouzský odlukový zákon z roku 1905. Vychází z tvrzení, že Stvořitel člověka je také zakladatel lidských společenství a udržuje existenci společenství stejně jako existenci jedinců, a proto jsme mu zavázáni nejenom soukromým kultem, ale též kultem veřejným. Stát by tedy neměl být oddělen od církve.